# Selma Lagerlöf
Selma Ottilia Lovisa Lagerlöf (Mårbacka, 20. studenoga 1858. – 16. ožujka 1940.), švedska književnica. Dobitnica je Nobelove nagrade za književnost 1909. godine čime postaje prva žena koja je dobila ovo priznanje za svoj literarni rad. Godine 1914. postaje prva članica Švedske akademije, tijela koje dodjeljuje spomenutu nagradu.

## Životopis i stvaralaštvo
Središnji motivi i likovi njezinih djela su iz zavičajne Švedske, osobito rodna županija Värmland, a inspirirao ju je i život južne Italije, Palestina, moderni socijalizam, stare sjevernjačke legende. Svijet događaja i likova vrti se oko okosnice ljubav – smrt, zlo – dobro. Nastojala je sjediniti kršćanstvo i socijalizam. Njezin stil je liričan, jednostavan i ispovijedan.
Prvo je djelo "Gösta Berling" ("Gösta Berlings saga") objavila 1891. te je to njeno, na našem prostoru, najpoznatije djelo. U njemu, uz obilje fantastičnih elemenata, prikazuje život u pokrajini Värmland u 19. st. 
Roman "Antikristova čuda" ("Antikrists mirakler") iz 1897. u kojem pokušava pomiriti kršćanstvo i socijalizam donio joj je konačno priznanje.
Slijedi putovanje u Palestinu koje ju inspirira za stvaranje velikog romana "Jerusalem, I, II" (1901-02). U njemu opisuje vjersku sektu iz švedske pokrajine Dalarna koja putuje u Jeruzalem da bi osnovala naseobinu.
Kršćanstvo tematizira i u pričicama za djecu "Legende o Kristu" ("Kristus legender").
U domovini je i danas poznata prvenstveno kao autorica knjige za djecu "Čudesno putovanje Nilsa Holgerssona kroz Švedsku", I, II ("Nils Holgersons underbara resa genom Sverige", 1906-07). Djelo je napisano po narudžbi s ciljem unapređenja nastave zemljopisa u osnovnoj školi. Generacije Šveđana su stjecala prve spoznaje o svojoj domovini kroz pustolovine dječaka Nilsa koji je proputovao zemlju leteći na guski. 
Izvan Švedske je manje poznata njena angažiranost po pitanju ravnopravnosti spolova; osobito se zalagala za pravo glasa žena. 
Početkom 2. svjetskog rata, kada je Sovjetski Savez pretendirao na Finsku koja je povijesno bila daleko usmjerenija Švedskoj nego Rusiji, Finskoj je vladi poslala svoju Nobelovu medalju kako bi im financijski pomogla. Dirnuti ovom gestom, članovi Vlade su potreban novac sakupili na drugi način, a medalju su, uz zahvale, vratili njezinoj vlasnici.
Preminula je nedugo potom, u ožujku 1940. na svome imanju Mårbacka, u pokrajini Värmland.
51 godinu poslije, 1991. Švedska izdaje novčanicu od 20 kruna s njezinim likom.

## Vanjske poveznice

### Sestrinski projekti
|  | Zajednički poslužitelj ima još gradiva o temi Selma Lagerlöf |
|  | Wikicitati imaju zbirke citata o temi Selma Lagerlöf         |

### Mrežna mjesta
- LZMK / Hrvatska enciklopedija: Lagerlöf, Selma
- LZMK / Proleksis enciklopedija:Lagerlöf, Selma Ottilia Lovisa